# قصاب‌مرغیان
قصاب‌مرغیان یا مرغ‌قصابیان (نام علمی: Cracticinae) نام یک زیرخانواده از تیره پرستوجنگلیان است.
- زیر خانواده Cracticinae:
  - سرده گونه‌سپید
    - گونه‌سپید کوهستان، Peltops montanus
    - گونه‌سپید جلگه‌ای، Peltops blainvillii

  - سرده قصاب‌مرغ‌ها
    - زاغی استرالیایی، Cracticus tibicen
    - قصاب‌مرغ سیاه، Cracticus quoyi
    - قصاب‌مرغ کلاه‌دار، Cracticus cassicus
    - قصاب‌مرغ تاگولا، Cracticus louisiadensis
    - قصاب‌مرغ ابلق، Cracticus nigrogularis
    - قصاب‌مرغ پشت‌سیاه، Cracticus mentalis
    - قصاب‌مرغ خاکستری، Cracticus torquatus

  - سرده کلاغ زنگی
    - کلاغ زنگی ابلق، Strepera graculina
    - کلاغ زنگی سیاه، Strepera fuliginosa
    - کلاغ زنگی خاکستری، Strepera versicolor